# Wandeir Oliveira dos Santos
Wandeir Oliveira dos Santos, meglio noto come Wandeir (Morada Nova de Minas, 15 maggio 1980), è un ex calciatore brasiliano, di ruolo attaccante.

## Palmarès

### Club

#### Competizioni nazionali
- Coppa del Brasile: 1

Cruzeiro: 2000
- Coppa di Macedonia: 2

Cementarnica 55: 2002-2003
Vardar: 2006-2007

#### Competizioni statali
- Campionato Mineiro: 1

Cruzeiro: 1998
- Copa Sul-Minas: 2

Cruzeiro: 2001, 2002
- Copa Centro-Oeste: 1

Cruzeiro: 1999

#### Competizioni internazionali
- Recopa Sudamericana: 1

Cruzeiro: 1998

### Individuale
- Capocannoniere del Coppa Intertoto UEFA: 1

2004 (7 gol, a pari merito con Nenad Mirosavljević)